# Vilém Jiří Frederik Oranžsko-Nasavský
Vilém Jiří Frederik Oranžsko-Nassavský (15. února 1774 v Haagu – 6. ledna 1799 v Padově) byl oranžský kníže, druhý syn Viléma V. a princezny Vilemíny Pruské.

## Život
Velice brzy vstoupil do armády Spojených provincií nizozemských. V roce 1793 odebral, když Dumouriez útočil na Holandsko, město Geertruidenberg a zatlačil nepřítele zpět přes Leie. V roce 1794 se stal generálem kavalérie, ale po dobytí provincie Utrecht se svého postu vzdal a odešel za otcem do Anglie. V roce 1796 vstoupil v hodnosti generálmajora do císařských služeb a bil se v Německu. V únoru 1797 byl přidělen k armádě arcivévody Karla v Itálii v hodnosti podmaršála. Roku 1798 převzal velení nad celou armádou v Itálii. Zemřel roku 1799 jako c.k. generál-polní zbrojmistr. Nebyl ženatý a zemřel bez potomků.